# Unregelmäßige Eröffnungen
Bei den Unregelmäßigen Eröffnungen handelt es sich um wenig gespielte Eröffnungen beim Schachspiel.
Die hier behandelten Eröffnungen zählen alle zu den geschlossenen Spielen. Die Unregelmäßigen Eröffnungen sind somit alle, die nicht mit 1. e2–e4 (offene und halboffene Spiele je nach schwarzer Antwort) und auch nicht mit 1. d2–d4 (Damenbauernspiel) oder 1. c2–c4 (Englische Eröffnung) beginnen. Ursprünglich wurden damit namentlich nicht erfasste und theoretisch nicht aufgearbeitete Eröffnungen bezeichnet. Mit zunehmender Entwicklung der Eröffnungstheorie erlebt der Begriff eine entsprechende Einengung.

## Übersicht
Heute zählen insbesondere Eröffnungen ohne 1. d4 (Geschlossene Spiele) und 1. e4 (Offene und Halboffene Spiele), aber auch ohne 1. c4 (Englische Eröffnung), 1. f4 (Bird-Eröffnung) und 1. Sf3 (Réti-Eröffnung) zu den Unregelmäßigen Eröffnungen. Diese werden in den ECO-Codes unter den Schlüsseln A00 und A01 (Larsen-System) klassifiziert.
Einige der hier aufgeführten Eröffnungsnamen sind vor allem im englischen Sprachgebrauch anzutreffen, im Deutschen hat sich (noch) keine einheitliche Bezeichnung durchgesetzt. Gebräuchliche deutsche Benennungen sind an der entsprechenden Stelle durch Verweise auf eigenständige Artikel gekennzeichnet.
Von den 20 möglichen Eröffnungszügen (8 Bauern und 2 Springer mit je 2 Möglichkeiten) sind 16 Bauerzüge. Ohne 1. c4, 1. d4, 1. e4, 1. f4 verbleiben folgende 12:
| Eröffnungszug | Geläufige Namen                                               |
| ------------- | ------------------------------------------------------------- |
| 1. a2–a3      | Anderssen-Eröffnung                                           |
| 1. a2–a4      | Ware-Eröffnung                                                |
| 1. b2–b3      | Larsen-System, Larsen-Eröffnung, Nimzowitsch-Larsen-Eröffnung |
| 1. b2–b4      | Sokolski-Eröffnung, Orang-Utan-Eröffnung, Polnische Eröffnung |
| 1. c2–c3      | Saragossa-Eröffnung                                           |
| 1. d2–d3      | Mieses-Eröffnung                                              |
| 1. e2–e3      | Van’t-Kruijs-Eröffnung                                        |
| 1. f2–f3      | Barnes-Eröffnung                                              |
| 1. g2–g3      | Königsfianchetto                                              |
| 1. g2–g4      | Grobs Angriff                                                 |
| 1. h2–h3      | Clemenz-Eröffnung                                             |
| 1. h2–h4      | Desprez-Eröffnung                                             |

Von vier möglichen Springerzügen werden die folgenden drei zu den Unregelmäßigen Eröffnungen gezählt.
| Eröffnungszug | Geläufige Namen                   |
| ------------- | --------------------------------- |
| 1. Sb1–a3     | Durkin-Eröffnung, Natrium-Attacke |
| 1. Sb1–c3     | Sleipner-Eröffnung                |
| 1. Sg1–h3     | Amar-Eröffnung                    |

## Bauernzüge

### Anderssen-Eröffnung
Diese Eröffnung beginnt mit 1. a2–a3. Siehe Anderssen-Eröffnung.

### Ware-Eröffnung
|   | a | b | c | d | e | f | g | h |   |
| 8 |   |   |   |   |   |   |   |   | 8 |
| 7 |   |   |   |   |   |   |   |   | 7 |
| 6 |   |   |   |   |   |   |   |   | 6 |
| 5 |   |   |   |   |   |   |   |   | 5 |
| 4 |   |   |   |   |   |   |   |   | 4 |
| 3 |   |   |   |   |   |   |   |   | 3 |
| 2 |   |   |   |   |   |   |   |   | 2 |
| 1 |   |   |   |   |   |   |   |   | 1 |
|   | a | b | c | d | e | f | g | h |   |

1. a2–a4
Bei der Ware-Eröffnung beginnt Weiß mit a2–a4. Sie ist nach dem US-amerikanischen Schachspieler Preston Ware benannt (1821–1891), der oft Unregelmäßige Eröffnungen spielte.
Der Doppelschritt des Randbauern ist sicher einer der schwächsten weißen Eröffnungszüge: Der Bauer auf a4 nimmt keinerlei Einfluss auf das Zentrum, öffnet keine Zugbahnen für die weißen Läufer und schwächt den weißen Damenflügel. Es ist für Schwarz somit frühzeitig abzusehen, dass Weiß kaum die lange Rochade anstreben wird. Zudem lässt dieser Randbauernzug dem Schwarzen die freie Wahl beim eigenen Zentrumsspiel bzw. Figurenaufbau. Gute Entgegnungen sind die natürlichen Züge 1. … d7–d5 oder 1. … e7–e5.
Die Ware-Eröffnung spielt keine Rolle im modernen Turnierschach.

### Larsen-Eröffnung
Diese Eröffnung beginnt mit 1. b2–b3. Siehe Larsen-System.

### Orang-Utan-Eröffnung
Diese Eröffnung beginnt mit 1. b2–b4. Siehe Sokolski-Eröffnung.

### Saragossa-Eröffnung
Diese Eröffnung beginnt mit 1. c2–c3. Siehe Saragossa-Eröffnung.

### Mieses-Eröffnung
Diese Eröffnung beginnt mit 1. d2–d3. Siehe Mieses-Eröffnung.

### Van’t-Kruijs-Eröffnung
|   | a | b | c | d | e | f | g | h |   |
| 8 |   |   |   |   |   |   |   |   | 8 |
| 7 |   |   |   |   |   |   |   |   | 7 |
| 6 |   |   |   |   |   |   |   |   | 6 |
| 5 |   |   |   |   |   |   |   |   | 5 |
| 4 |   |   |   |   |   |   |   |   | 4 |
| 3 |   |   |   |   |   |   |   |   | 3 |
| 2 |   |   |   |   |   |   |   |   | 2 |
| 1 |   |   |   |   |   |   |   |   | 1 |
|   | a | b | c | d | e | f | g | h |   |

1. e2–e3
Die Van’t-Kruijs-Eröffnung wird durch 1. e2–e3 eingeleitet. Sie ist nach dem Amsterdamer Spieler Maarten van ’t Kruijs (1813–1885) benannt, der die sechste niederländische Meisterschaft 1878 gewann.
1. e2–e3 ist kein populärer Zug, nach Angaben von Chessbase ist er der elftpopulärste der zwanzig möglichen ersten Züge von Weiß. Er befreit den Königsläufer und beansprucht das Zentrum auf moderate Art und Weise für sich, aber der Zug ist passiv, auch indem er dem Schwarzen freie Hand in der Entgegnung lässt. Die Entwicklung des Damenläufers ist durch den Bauern auf e3 behindert, und Weiß will gewöhnlich mehr als eine zurückhaltende Besetzung des Zentrums erreichen.
Obwohl der Zug nicht sehr aggressiv ist, kann das Spiel in die Englische Eröffnung, das Damenbauernspiel oder in eine vertauschte Art der Französischen Verteidigung (mit verspätetem d2–d4), bzw. der Holländischen Verteidigung übergehen (f2–f4 nebst möglichem Stonewall-Aufbau mit d2–d4 und c2–c3).
Die Van’t-Kruijs-Eröffnung ist keine gewöhnliche Wahl für Großmeister, aber ihre Fähigkeit, in viele verschiedene Eröffnungen überzugehen, erklärt die Attraktivität der Eröffnung für einige Spieler wie den tschechischen Großmeister Pavel Blatný.
Die Amsterdam-Attacke ist eine Variante der Van’t-Kruijs-Eröffnung, bei der auf 1. e2–e3 die Züge 1. … e7–e5 2. c2–c4 (Dadurch wird schon Sizilianisch im Anzuge erreicht.) d7–d6 3. Sb1–c3 Sb8–c6 4. b2–b3 Sg8–f6 folgen.

### Barnes-Eröffnung
|   | a | b | c | d | e | f | g | h |   |
| 8 |   |   |   |   |   |   |   |   | 8 |
| 7 |   |   |   |   |   |   |   |   | 7 |
| 6 |   |   |   |   |   |   |   |   | 6 |
| 5 |   |   |   |   |   |   |   |   | 5 |
| 4 |   |   |   |   |   |   |   |   | 4 |
| 3 |   |   |   |   |   |   |   |   | 3 |
| 2 |   |   |   |   |   |   |   |   | 2 |
| 1 |   |   |   |   |   |   |   |   | 1 |
|   | a | b | c | d | e | f | g | h |   |

1. f2–f3
Die Barnes-Eröffnung oder Gedult-Eröffnung wird durch 1. f2–f3 eingeleitet.
Von den zwanzig möglichen ersten Zügen wird 1. f2–f3 als der schlechteste angesehen. Der Zug attackiert zwar das Zentralfeld e4, aber falls die Kontrolle von e4 das weiße Spielziel darstellt, welches es nicht ausschließlich sein sollte, so ist noch 1. d2–d3 oder 1. Sb1–c3 zu bevorzugen, obwohl diese Züge für sehr passiv gehalten werden. 1. f2–f3 tut nichts für die Entwicklung, in Wirklichkeit behindert der Zug eher noch die weiße Entwicklung, da dem Königsspringer das natürliche zentralwirksame Feld f3 genommen wird. Außerdem schwächt 1. f3 die Königsstellung unnötig.
Da 1. f3 ein schwacher Zug ist, wird er nicht oft gespielt; trotzdem ist er vielleicht nicht der seltenste Eröffnungszug. Einige Spieler spielen diesen Zug mit einer gewissen Arroganz, um damit dem Gegner zu zeigen, dass man alles gegen ihn spielen kann. Nach 1. f2–f3 e7–e5 spielen manche Spieler sogar den unsinnigen Zug 2. Ke1–f2?, diese Eröffnung wird manchmal auch als Wanderkönig-Eröffnung bezeichnet. Sie wurde sogar schon bei den britischen Schachmeisterschaften 1999 bei einer für den Turnierausgang unwesentlichen Partie gespielt.
Die Widerlegung von 1. f2–f3 ist jedoch nicht so einfach wie man denkt. Schwarz kann zwar einfach einen Vorteil realisieren, indem er das Zentrum besetzt und eine schnelle Figurenentwicklung anstrebt, jedoch ist es nicht selbstredend zu einem Gewinn zu verwerten.
Die Barnes-Eröffnung kann zum Narrenmatt, 1. f2–f3 e7–e5 2. g2–g4?? Dd8–h4# führen. Neben 2. h2–h3?? Dd8–h4+ 3. g2–g3 Dh4xg3# ist dies jedoch der einzige Zug, der ein frühes Schachmatt ermöglicht, und der nur durch gravierende Fehler des Weißen ermöglicht wird.
Die Eröffnung ist nach Thomas Wilson Barnes (1825–1874), einem englischen Schachspieler benannt, der achtmal gegen Paul Morphy gewann, darunter mit einer Partie, bei der er auf 1. e2–e4 mit 1. … f7–f6 antwortete. Als Gedult-Eröffnung wurde sie nach dem Franzosen David Gedult (* 10. Mai 1897 in Polen; † 20. Mai 1981 in Paris) benannt.

### Königsfianchetto
|   | a | b | c | d | e | f | g | h |   |
| 8 |   |   |   |   |   |   |   |   | 8 |
| 7 |   |   |   |   |   |   |   |   | 7 |
| 6 |   |   |   |   |   |   |   |   | 6 |
| 5 |   |   |   |   |   |   |   |   | 5 |
| 4 |   |   |   |   |   |   |   |   | 4 |
| 3 |   |   |   |   |   |   |   |   | 3 |
| 2 |   |   |   |   |   |   |   |   | 2 |
| 1 |   |   |   |   |   |   |   |   | 1 |
|   | a | b | c | d | e | f | g | h |   |

1. g2–g3
Das Königsfianchetto wird mit dem Zug 1. g2–g3 eingeleitet, mit dem Ziel, den Königsläufer nach g2 zu fianchettieren. Meist geht die Eröffnung in Stellungen der Englischen Partie oder den Königsindischen Angriff über. Weiß kann sich auch gemäß der Pirc-Ufimzew-Verteidigung aufbauen, mit einem Mehrtempo.

### Grobs Angriff
Diese Eröffnung beginnt mit 1. g2–g4. Siehe Grobs Angriff.

### Clemenz-Eröffnung
|   | a | b | c | d | e | f | g | h |   |
| 8 |   |   |   |   |   |   |   |   | 8 |
| 7 |   |   |   |   |   |   |   |   | 7 |
| 6 |   |   |   |   |   |   |   |   | 6 |
| 5 |   |   |   |   |   |   |   |   | 5 |
| 4 |   |   |   |   |   |   |   |   | 4 |
| 3 |   |   |   |   |   |   |   |   | 3 |
| 2 |   |   |   |   |   |   |   |   | 2 |
| 1 |   |   |   |   |   |   |   |   | 1 |
|   | a | b | c | d | e | f | g | h |   |

1. h2–h3
Die Clemenz-Eröffnung wird mit dem Zug 1. h2–h3 eingeleitet. Sie ist nach dem deutsch-baltischen Spieler Hermann Clemenz (1846–1908) benannt.
Wie die Anderssen-Eröffnung, 1. a2–a3, ist 1. h2–h3 ein zeitraubender Zug. Er beansprucht keinerlei Zentralfelder für sich und hilft auch keiner Figur bei der Entwicklung. Der Zug bedeutet außerdem eine leichte Schwächung der Bauernstruktur am Königsflügel, obwohl die Schwächung nicht so schwerwiegend ist wie bei 1. g2–g4 (Grobs Angriff) oder 1. f2–f3 (Barnes-Eröffnung). Aus diesen Gründen ist es wohl einer der am seltensten gespielten zwanzig möglichen ersten Züge für Weiß.
Schwarz hat viele spielbare Antworten, die gewöhnlichsten sind 1. … d7–d5 und 1. … e7–e5, womit das Zentrum besetzt wird. Schwarz kann sich allerdings keinen großen Vorteil erhoffen, da Weiß mit der Clemenz-Eröffnung praktisch nur den Anzugsvorteil verschenkt.

### Desprez-Eröffnung
|   | a | b | c | d | e | f | g | h |   |
| 8 |   |   |   |   |   |   |   |   | 8 |
| 7 |   |   |   |   |   |   |   |   | 7 |
| 6 |   |   |   |   |   |   |   |   | 6 |
| 5 |   |   |   |   |   |   |   |   | 5 |
| 4 |   |   |   |   |   |   |   |   | 4 |
| 3 |   |   |   |   |   |   |   |   | 3 |
| 2 |   |   |   |   |   |   |   |   | 2 |
| 1 |   |   |   |   |   |   |   |   | 1 |
|   | a | b | c | d | e | f | g | h |   |

1. h2–h4
Die Desprez- oder Kadas-Eröffnung ist durch den ersten Zug 1. h2–h4 charakterisiert. Die Eröffnung ist nach dem französischen Schachspieler Marcel Desprez bzw. nach dem ungarischen Schachspieler Gabor Kadas benannt.
Wie 1. a2–a4, die Ware-Eröffnung, ist 1. h2–h4 ein unwichtiger Bauernzug, der nichts für den Kampf um die Zentralfelder und nichts für die Entwicklung tut. Die einzige Figur, die befreit wurde, ist der Königsturm, der jedoch zumeist für die kurze Rochade benötigt bzw. praktisch nie nach h3 entwickelt wird. Daher ist Weiß nahezu gezwungen, lang zu rochieren und gibt Schwarz somit die Möglichkeit, vom ersten Zug an sein Spiel auf einen Angriff auf die Stellung der langen Rochade auszurichten. Außerdem erzeugt 1. h2–h4 eine Schwächung auf dem Königsflügel. Aus diesen Gründen ist 1. h2–h4 einer der am seltensten gespielten ersten zwanzig möglichen Eröffnungszüge von Weiß.
In der Regel antwortet Schwarz mit der Besetzung des Zentrums mit 1. … e7–e5 oder 1. … d7–d5, auch 1. … Sg8–f6 ist als gesunder Entwicklungszug möglich. Selten wird hier jedoch der Königsläufer mittels 1. … g7–g6 fianchettiert, da durch den nun möglichen Bauernhebel h4–h5, mit Öffnung der h-Linie, der weiße Eröffnungszug nunmehr gerechtfertigt ist.

## Springerzüge

### Durkin-Eröffnung
|   | a | b | c | d | e | f | g | h |   |
| 8 |   |   |   |   |   |   |   |   | 8 |
| 7 |   |   |   |   |   |   |   |   | 7 |
| 6 |   |   |   |   |   |   |   |   | 6 |
| 5 |   |   |   |   |   |   |   |   | 5 |
| 4 |   |   |   |   |   |   |   |   | 4 |
| 3 |   |   |   |   |   |   |   |   | 3 |
| 2 |   |   |   |   |   |   |   |   | 2 |
| 1 |   |   |   |   |   |   |   |   | 1 |
|   | a | b | c | d | e | f | g | h |   |

1. Sb1–a3
Die Durkin-Eröffnung, im Englischen auch bekannt als die Sodium Attack, wird mit dem Zug 1. Sb1–a3 eingeleitet.
Diese seltsame Entwicklung des Damenspringers tut wenig, um den weißen Anzugsvorteil zu nutzen. Von a3 aus hat der Springer keinen Einfluss auf das Zentrum und keine Aktivität. Es ist wahrscheinlich, dass Weiß den Springer bald wieder zieht, um ihn vielleicht nach 2. c4 auf c2 oder nach Tausch auf c4 zu postieren. Wenn dies der weiße Plan ist, so ist es stärker, 1. c4 zu ziehen und damit die Englische Eröffnung zu spielen. So gesehen kann man den einzigen Sinn des Zuges darin sehen, von der Eröffnungstheorie abzuweichen.
Die Eröffnung ist nach dem amerikanischen Schachspieler Robert Durkin benannt. Der Name „Natrium-Attacke“ ist eine ironische Bezeichnung dieser Eröffnung, die in der englischen Notation des Zuges 1. Sa3 begründet ist. Im Englischen wird dieser Zug 1. Na3 notiert, (N für kNight) und Na ist das chemische Symbol für das Element Natrium.

### Sleipner-Eröffnung
|   | a | b | c | d | e | f | g | h |   |
| 8 |   |   |   |   |   |   |   |   | 8 |
| 7 |   |   |   |   |   |   |   |   | 7 |
| 6 |   |   |   |   |   |   |   |   | 6 |
| 5 |   |   |   |   |   |   |   |   | 5 |
| 4 |   |   |   |   |   |   |   |   | 4 |
| 3 |   |   |   |   |   |   |   |   | 3 |
| 2 |   |   |   |   |   |   |   |   | 2 |
| 1 |   |   |   |   |   |   |   |   | 1 |
|   | a | b | c | d | e | f | g | h |   |

1. Sb1–c3
Die Sleipner-Eröffnung – benannt nach Sleipnir, dem achtbeinigen Pferd Odins – beginnt mit 1. Sb1–c3.
Der Springerzug nach c3 ist ein sinnvoller Entwicklungszug in Richtung des Zentrums. Obwohl der Zug gut spielbar ist, ist er wenig populär. Zum einen legt sich der Anziehende mit der Springerentwicklung fest, bevor die Bauernstruktur im Zentrum geklärt ist. Zum anderen hat der Nachziehende eine freie Auswahl an Eröffnungszügen wie etwa 1. … e7–e5, 1. … d7–d5 oder 1. … c7–c5, so dass er den Charakter der Eröffnung wesentlich gestalten kann. Dennoch haben sich einige Spieler mit dem Zug intensiv beschäftigt und ihn vielfach erprobt, wie etwa der dänische Fernschach-Großmeister Ove Ekebjærg oder der niederländische Fernschach-Großmeister Dirk Daniel van Geet (* 1. März 1932).
Nach 1. Sb1–c3 sind vielfältige Übergänge in andere bekannte Eröffnungen möglich. Nach 1. … e7–e5 2. e2–e4 erreicht man die Wiener Partie. Nach 1. … d7–d5 2. e2–e4 können verschiedene Halboffene Spiele wie die Caro-Kann-Verteidigung, die Aljechin-Verteidigung oder die Französische Verteidigung entstehen. Die Antwort 1. … c7–c5 erreicht nach 2. e2–e4 die Sizilianische Verteidigung.
Einen zumeist eigenständigen Charakter haben dagegen die folgenden Varianten:
- 1. Sb1–c3 e7–e5 2. Sg1–f3 Sb8–c6 3. d2–d4 e5xd4 4. Sf3xd4 Sg8–f6 5. Lc1–g5
- 1. Sb1–c3 d7–d5 2. e2–e3 e7–e5 3. Dd1–h5 Sb8–c6 4. Lf1–b5 Dd8–d6 5. d2–d4 e5xd4 6. e5xd4 Sg8–f6 7. Dh5–e5+ Lc8–e6 8. Lc1–f4 0–0–0 9. Lb5xc6 Dd6xc6 10. Sc3–b5 Kc8–d7
- 1. Sb1–c3 d7–d5 2. f2–f4 („Aasum-System“, das zur Bird-Eröffnung gezählt werden kann)
- 1. Sb1–c3 d7–d5 2. e2–e4 d5–d4!? 3. Sc3–e2 Dieser van-Geet-Angriff ist ein Hauptpfad in der Eröffnung 1. Sc3. Nach 3. … e7–e5 liegt der Bauernhebel f2–f4 nahe, der im „Eidechsen-Angriff“ aber erst mit d2–d3, g2–g3, Lf1–g2 vorbereitet wird.
- 1. Sb1–c3 c7–c5 2. Sg1–f3 (auch 2. d2–d4 c5xd4 3. Dd1xd4 Sb8–c6 4. Dd4–h4 wurde schon erprobt) Sb8–c6 3. d2–d4 c5xd4 4. Sf3xd4

#### Andere Namen der Eröffnung
Im anglo-amerikanischen Sprachraum trägt die Eröffnung zumeist den Namen Dunst Opening (nach dem New Yorker Schachmeister Ted A. Dunst); es kommen aber auch Bezeichnungen wie Heinrichsen Opening, Baltic Opening, van Geet’s Opening, Sleipnir Opening, Kotrč's Opening, Meštrović Opening oder Queen’s Knight Opening vor.

### Amar-Eröffnung
|   | a | b | c | d | e | f | g | h |   |
| 8 |   |   |   |   |   |   |   |   | 8 |
| 7 |   |   |   |   |   |   |   |   | 7 |
| 6 |   |   |   |   |   |   |   |   | 6 |
| 5 |   |   |   |   |   |   |   |   | 5 |
| 4 |   |   |   |   |   |   |   |   | 4 |
| 3 |   |   |   |   |   |   |   |   | 3 |
| 2 |   |   |   |   |   |   |   |   | 2 |
| 1 |   |   |   |   |   |   |   |   | 1 |
|   | a | b | c | d | e | f | g | h |   |

1. Sg1–h3
Die Amar-Eröffnung oder Paris-Eröffnung beginnt mit dem Randspringerzug 1. Sg1–h3?!. Der Pariser Amateur Charles Amar spielte diese Eröffnung in den 1930er Jahren. Sie wurde vermutlich von Savielly Tartakower so genannt, der beide Namen für diese Eröffnung benutzte.
Wie bei der Durkin-Eröffnung entwickelt Weiß bei dieser Eröffnung seinen Königsspringer auf ein Randfeld; eine solche Entwicklung ist zumeist wenig empfehlenswert (Wie schon Siegbert Tarrasch zu sagen pflegte: „Ein Springer am Rande bringt Kummer und Schande.“). Immerhin bereitet die Entwicklung des Königsspringers die kurze Rochade vor. Die meistgespielte schwarze Antwort ist 1. … d7–d5, dies beabsichtigt die Bauernstruktur am Königsflügel mit 2. … Lc8xh3 zu zerstören. Daher spielt Weiß auf 1. … d7–d5 meistens 2. g2–g3, um dies zu verhindern, worauf Schwarz jedoch nach 2. … e7–e5 das Zentrum besetzen kann. Hier gibt es eine Gambit-Variante dieser Eröffnung, die das Pariser Gambit genannt wird. Die Wirksamkeit ist jedoch sehr zweifelhaft, da nach seiner Zugfolge 1. Sg1–h3?! d7–d5 2. g2–g3 e7–e5 3. f2–f4?! Schwarz nicht nur das Zentrum beherrscht, sondern nach 3. … Lc8xh3 4. Lf1xh3 e5xf4 5. 0–0 f4xg3 6. h2xg3 auch einen gesunden Mehrbauern besitzt (so gespielt zuerst in einer Partie Tartakower-Lilienthal, Paris 1933).